# Budiměřice
Budiměřice település Csehországban, a Nymburki járásban. Budiměřice Kouty, Vestec, Chleby, Poděbrady, Křečkov, Nymburk, Bobnice és Netřebice településekkel határos. Lakosainak száma 670 fő (2024. január 1.).

## Népesség
A település lakosságának változását az alábbi diagram mutatja:
| Lakosok száma | 572  | 786  | 961  | 687  | 621  | 558  | 661  | 659  | 645  | 670  |
|               | 1869 | 1890 | 1921 | 1950 | 1980 | 2001 | 2017 | 2019 | 2022 | 2024 |